# Santuario de Guadalupe (Meoqui)
El Santuario de Guadalupe es un edificio de culto católico localizado en la ciudad de Meoqui, Chihuahua, México. Está ubicado a la entrada norte de la ciudad y dedicado a la Virgen de Guadalupe. 

## Historia
Por iniciativa del P. Severiano Hurtado se comenzó a gestionar el proyecto para la construcción de un Santuario para la Virgen de Guadalupe en la Villa de Meoqui. El terreno fue donado por el Sr. Ramón Chacón Mata y Ma. Dolores Romero de Chacón de modo que en 1942 se bendijo la primera piedra y comenzó a construirse el edificio en estilo neoclásico sencillo influenciado por el art decó, sin labrados. Se optó por el rosado en la piedra decorativa y la entrada de la Iglesia presenta uno de los pocos ejemplos de neoclásicos del siglo XX en Chihuahua, en especial con sus cuatro columnas del pórtico.
El constructor de este edificio fue el Sr. Julio Medina y le auxiliaron sus hijos Julio, Salomón y Claudio Medina, logrando así un edificio emblemático que es parte de la arquitectura de la ciudad y corazón mariano de la parroquia. El 3 de septiembre de 1957 el templo estaba terminado y el altar fue consagrado por el obispo de la diócesis Antonio Guízar y Valencia. 
En los años 1980 en el recinto un grupo de jóvenes robaron las alcancías y profanaron el Sagrario  con la Eucaristía, a raíz de lo cual comenzaron una serie de actos de reparación y las llamadas misas de penitencia. Desde entonces se redobló la seguridad.
En 1994 dijeron que el ángel que decora uno de los arcos comenzó supuestamentea "sangrar" por lo que el templo fue visitado como centro turístico y por curiosos.
Los vitrales que representan las apariciones marianas fueron traídos de Torreón y elaborados por la Casa Montoya. También se destaca el Cristo de los cuatro clavos una de las pocas representaciones en escultura de la obra de Velásquez. La imagen titular fue pintada por Julia Hurtado.